# Мария Чичикова
Мария Константинова Чичикова е българска археоложка, която дълги години от живота си посвещава на тракийската археология. Тя е автор или съавтор на над 100 студии и статии, 5 монографии върху проблемите на архитектурата и градоустройството на Севтополис, гробната архитектура и погребалните обичаи в Тракия, тракийската материална култура в българските земи. Голяма част от тези изследвания са публикувани в чуждестранни научни издания. Участвала е в множество научни форуми и конгреси по класическа археология. Тя е и член-кореспондент на Германския археологически институт.
Мария Чичикова участва в организирането на няколко международни изложби, които представят тракийското изкуство и култура – през 1960 г. в Париж (Франция), през 1964 г. в Есен (Германия) и във Венеция (Италия) през 1988 г.

## Биография
Мария Чичикова е родена на 14 януари 1925 г. в град София. През 1947 г. завършва Историко-филологическия факултет на Софийския университет „Климент Охридски“, специалност „История“, профил „Археология“. В края на същата тази 1947 г. постъпва на работа в Археологическия институт на БАН като асистент и младши научен сътрудник. Още през 1948 г. тя има редкия шанс да бъде участник и ръководител на най-мащабните археологически проучвания в България – на древния тракийския град Севтополис. Руините на столицата на Одриското царство са открити през 1948 г. по време на строителството на язовир Георги Димитров (по-късно преименуван Копринка). До 1954 г. Мария Чичикова продължава проучването на Севтополис под ръководството на акад. Димитър П. Димитров. Тези проучвания белязват цялата научна дейност на Мария Чичикова и тя се посвещава на изследване на тракийската култура от предримската и римската епоха.
От 1960 г. тя участва в българо-полските разкопки на римския лагер и ранновизантийски град Нове край град Свищов, като заместник-ръководител до 1975 г., а след смъртта на акад. Димитър П. Димитров, е ръководител на българската експедиция до 1986 г. От 1969 г. до 1975 г. тя прави и първите системни теренни проучвания на селище от ранната желязна епоха в България – това при село Пшеничево. Въз основа на материалите от това проучване, тя прави и нова хронология на ранножелязната епоха в България и по този начин поставя епохата в контекста на средиземноморските и европейските култури.
В периода 1971 – 1979 г. тя проучва некропола „Деветте могили“ в Казанлъшко. От 1982 г. до 1989 г., тя започва проучването на укрепения градски център в Сборяново. Това са и едни от най-комплексните проучвания, осъществени на археологически паметник в България, съчетаващ древни селища, светилища и некрополи от различни епохи.
Цялата научна дейност на Мария Чичикова е свързана с Археологическия институт на БАН (днес НАИМ-БАН). През 1971 г. е избрана за старши научен сътрудник II степен в Секцията за антична археология, а през 1982 г. става и първият научен ръководител на новосъздадената Секция за тракийска археология. Тя е и ръководител на първите докторанти в областта на тракийската археология.
През годините Мария Чичикова е университески преподавател по тракийска археология в Софийския университет „Климент Охридски“, във Великотърновския университет „Св. св. Кирил и Методий“, както и в Нов български университет. От 1993 до 1994 г. е ръководител на програмата „Приложно културознание в туризма“ в Нов български университет, а в периода 1998 – 1999 г. е ръководител на бакалавърска програма „Културен туризъм“ в същия университет.
Почива след кратко боледуване на 11 декември 2021 година.

## Отличия и награди
Мария Чичикова е носител на орден „Св. св. Кирил и Методий“ II степен, „Орден за заслуги към полската култура“, лауреат е на наградата „Александър Фол“ за принос в изследването на тракийската култура и нейното популяризиране за 2007 г., както и на множество други ордени и награди. Тя е почетен гражданин на Казанлък и Свищов (от 23 август 1984 г.).